# Nebáncsvirág (biológia)
A nebáncsvirágok (Impatiens) nemzetsége rendkívül fajgazdag (mintegy 450 fajjal), főleg Afrika és India trópusi vidékein és Észak-Amerikában honosak, és csak néhány képviselőjük hatolt el Eurázsia mérsékeltebb éghajlatú vidékeire. Sok fajuk szobai és kerti dísznövény, utóbbiak közül több kivadult és meghonosodott.

## Magyarországonelőforduló fajok

### Őshonos faj
- Erdei nebáncsvirág (I. noli-tangere)

### Kivadult jövevény fajok
- Bíbor nebáncsvirág (I. glandulifera)
- Kisvirágú nebáncsvirág (I. parviflora)
- Matild-nebáncsvirág (I. balfourii)

### Kerti dísznövény fajok
- Törpe nebáncsvirág (I. walleriana)
- Kerti nebáncsvirág (I. balsamina)